# Wentzwiller
Ne doit pas être confondu avec Wentzviller.
Wentzwiller, (en allemand Wenzweiler et dit en alsacien Wäntzwiller (prononcé « venn' tzvi' lèr' » ou en alsacien « vann' tzvi' leur' ») est une commune française située dans la circonscription administrative du Haut-Rhin et, depuis le 1er janvier 2021, dans le territoire de la Collectivité européenne d'Alsace, en région Grand Est.
Cette commune se trouve dans la région historique et culturelle d'Alsace.
Le nom de « Wentzwiller » viendrait de « winne » signifiant « pâturage », mais d'autres pensent que « willer » viendrait de « villare » signifiant « domaine rural ». Si on ajoute à ce préfixe le nom du noble à qui appartenait le village « Wend » ou « Wende », on obtient le nom de Wendenwille, mentionné pour la première fois dans un document officiel en 1144. Au XIIIe siècle est souvent mentionné le nom de Wendiswiler, une famille ayant joué un rôle important à Bâle :  Hugues de Wendeswiler (1253), Henri de Wenslir (1286) surnommé « meister » et Jean de Wentzwiller (1350) nommé prêtre à Saint-Amarin. Depuis la fin du XVIIe siècle, l'orthographe du nom actuel n'a plus changé, sauf pendant la domination allemande (1871/1918 et 1939/1945) : Wenzweiler.
Ses habitants sont appelés les Wentzwillerois et les Wentzwilleroises.

## Géographie
Situé en Europe, en France, dans la région Alsace, dans le département Haut-Rhin (précisément dans le canton d'Huningue) Wentzwiller appartient à la communauté commune de la Porte du Sundgau. Elle est commune voisine de Buschwiller, Folgensbourg et Hagenthal. Les grandes villes proches sont Bâle, Mulhouse, Saint-Louis et Altkirch.
| Michelbach-le-Haut | Attenschwiller   |             |
| Folgensbourg       | Wentwiller       | Buschwiller |
|                    | Hagenthal-le-Bas |             |

### Hydrographie

#### Réseau hydrographique
La commune est dans le bassin versant du Rhin au sein du bassin Rhin-Meuse. Elle est drainée par le ruisseau l'Altenbach,.
L'Altenbach, d'une longueur de 13 km, prend sa source dans la commune de Folgensbourg et se jette  dans l'Augraben à Saint-Louis, après avoir traversé six communes. 

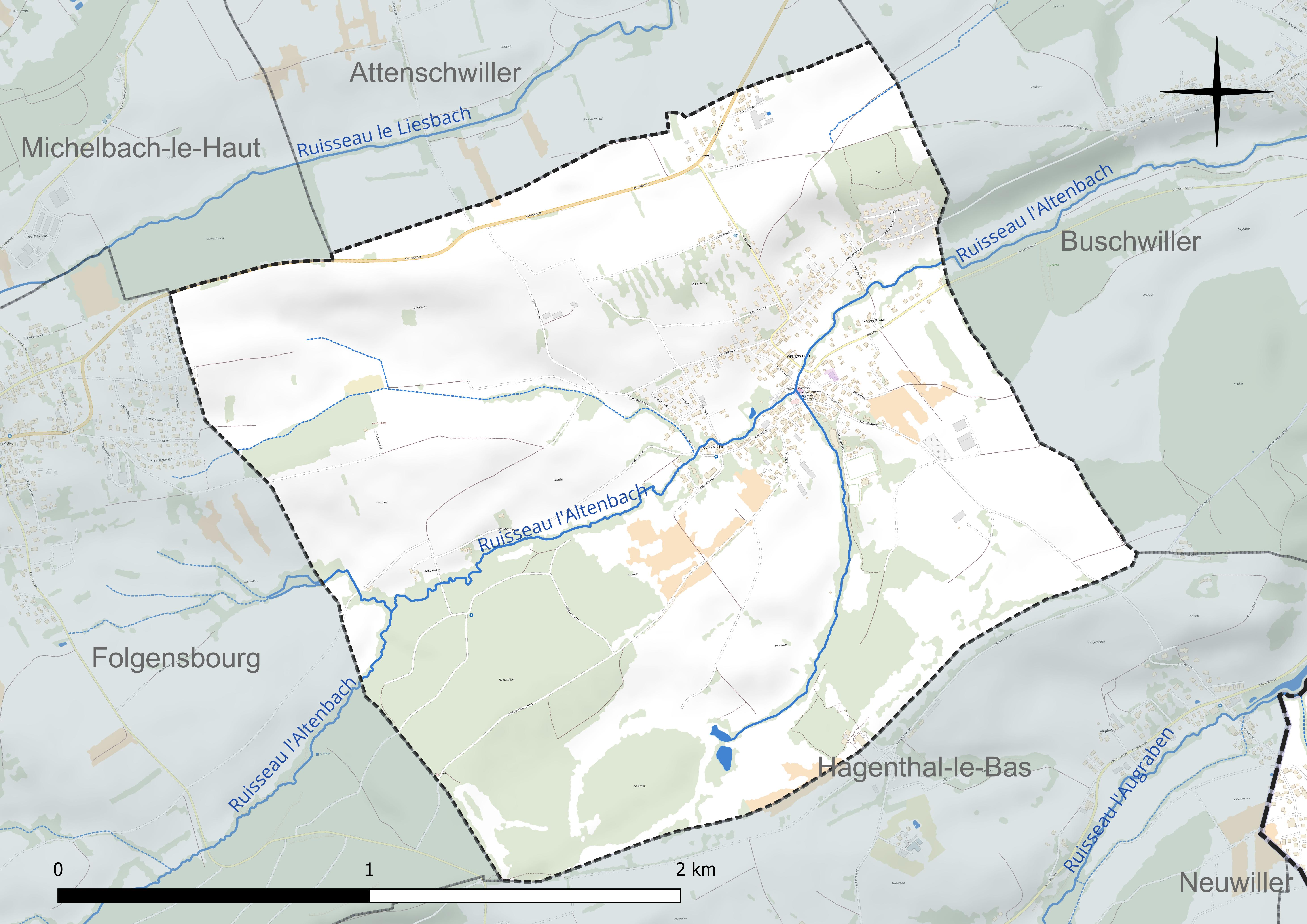
Réseau hydrographique de Wentzwiller.

#### Gestion et qualité des eaux
Le territoire communal est couvert par le schéma d'aménagement et de gestion des eaux (SAGE) « Ill Nappe Rhin ». Ce document de planification concerne la nappe phréatique rhénane, les cours d'eau de la plaine d'Alsace et du piémont oriental du Sundgau, les canaux situés entre l'Ill et le Rhin et les zones humides de la plaine d'Alsace. Le périmètre s’étend sur 3 596 km2. Il a été approuvé le 17 janvier 2005. La structure porteuse de l'élaboration et de la mise en œuvre est la région Grand Est. 
La qualité des cours d’eau peut être consultée sur un site dédié géré par les agences de l’eau et l’Agence française pour la biodiversité. 

### Climat
Pour des articles plus généraux, voir Climat du Grand Est et Climat du Haut-Rhin.
En 2010, le climat de la commune est de type climat des marges montargnardes, selon une étude du Centre national de la recherche scientifique s'appuyant sur une série de données couvrant la période 1971-2000. En 2020, Météo-France publie une typologie des climats de la France métropolitaine dans laquelle la commune est dans une zone de transition entre le climat semi-continental et le climat de montagne et est dans la région climatique  Alsace, caractérisée par une pluviométrie faible, particulièrement en automne et en hiver, un été chaud et bien ensoleillé, une humidité de l’air basse au printemps et en été, des vents faibles et des brouillards fréquents en automne (25 à 30 jours). 
Pour la période 1971-2000, la température annuelle moyenne est de 9,7 °C, avec une amplitude thermique annuelle de 17,4 °C. Le cumul annuel moyen de précipitations est de 739 mm, avec 8,6 jours de précipitations en janvier et 9,4 jours en juillet. Pour la période 1991-2020, la température moyenne annuelle observée sur la station météorologique de Météo-France la plus proche, « Bâle-Mulhouse », sur la commune de Saint-Louis à 7 km à vol d'oiseau, est de 11,1 °C et le cumul annuel moyen de précipitations est de 764,3 mm. 
La température maximale relevée sur cette station est de 39,1 °C, atteinte le 13 août 2003 ; la température minimale est de −23,5 °C, atteinte le 6 janvier 1985,,. 
Les paramètres climatiques de la commune ont été estimés pour le milieu du siècle (2041-2070) selon différents scénarios d'émission de gaz à effet de serre à partir des nouvelles projections climatiques de référence DRIAS-2020. Ils sont consultables sur un site dédié publié par Météo-France en novembre 2022.

## Urbanisme

### Typologie
Au 1er janvier 2024, Wentzwiller est catégorisée ceinture urbaine, selon la nouvelle grille communale de densité à sept niveaux définie par l'Insee en 2022.
Elle est située hors unité urbaine. Par ailleurs la commune fait partie de l'aire d'attraction de Bâle - Saint-Louis (partie française), dont elle est une commune de la couronne,. Cette aire, qui regroupe 94 communes, est catégorisée dans les aires de 200 000 à moins de 700 000 habitants,.

### Occupation des sols
L'occupation des sols de la commune, telle qu'elle ressort de la base de données européenne d’occupation biophysique des sols Corine Land Cover (CLC), est marquée par l'importance des territoires agricoles (70 % en 2018), en diminution par rapport à 1990 (73,8 %). La répartition détaillée en 2018 est la suivante : 
zones agricoles hétérogènes (69,8 %), forêts (11,4 %), espaces verts artificialisés, non agricoles (10,8 %), zones urbanisées (7,8 %), terres arables (0,2 %). L'évolution de l’occupation des sols de la commune et de ses infrastructures peut être observée sur les différentes représentations cartographiques du territoire : la carte de Cassini (XVIIIe siècle), la carte d'état-major (1820-1866) et les cartes ou photos aériennes de l'IGN pour la période actuelle (1950 à aujourd'hui).

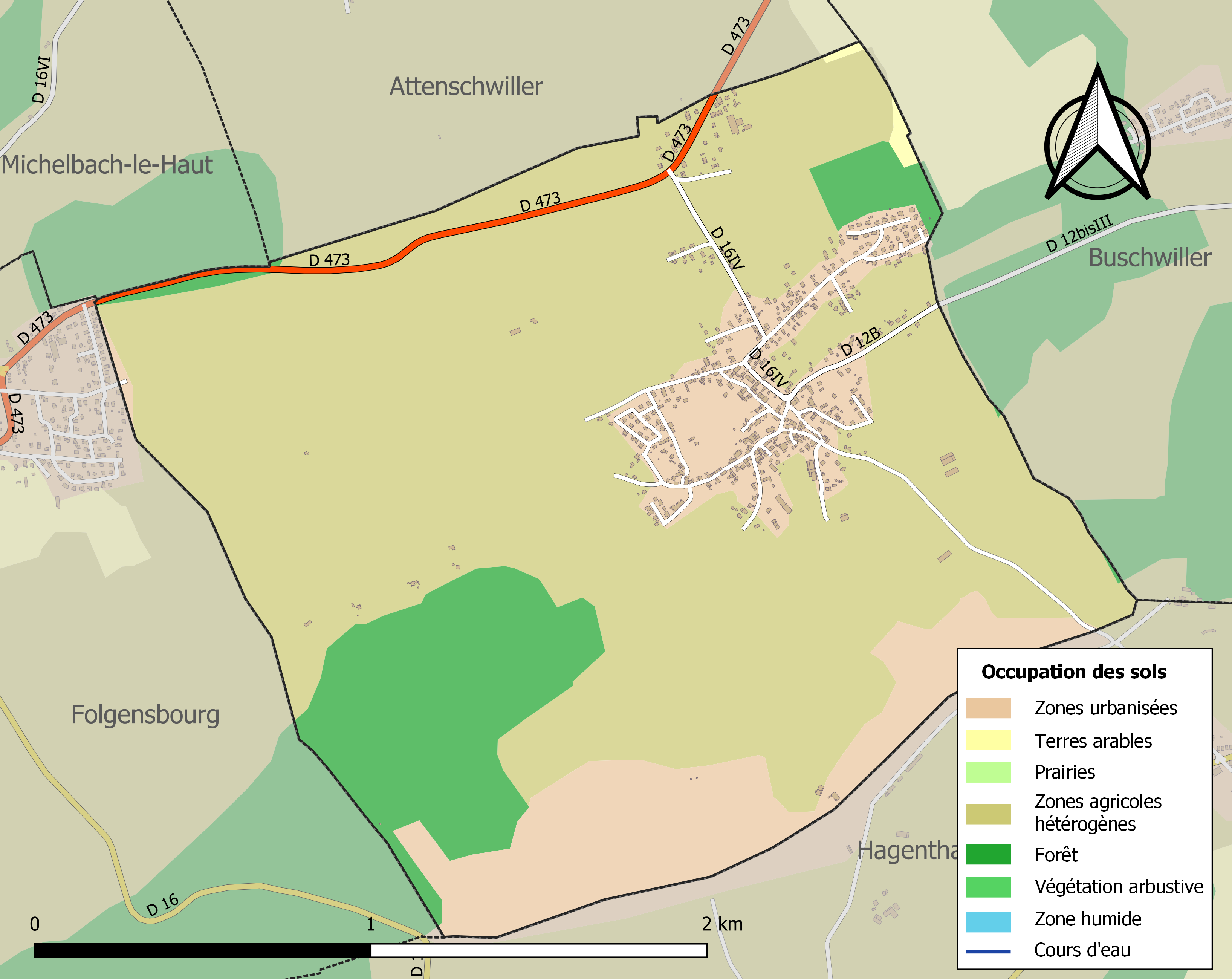
Carte des infrastructures et de l'occupation des sols de la commune en 2018 (CLC).

## Légendes

### Le surnom des habitants
Les habitants sont également surnommés les « heila ». Ce surnom viendrait d'une légende à propos d'un très bel arbre situé entre Wentzwiller et Buschwiller, dont les habitants se disputaient la possession. On décida donc de l'abattre. L'arbre tomba du côté de Buschwiller. Mais une branche comportant un nid de hibou tomba du côté de Wentzwiller, et depuis ce jour-ci, on surnomma les habitants les « heila » (comprendre en alsacien : le hibou).
De ce nom sont nées différentes associations notamment « Les Hiboux Gourmands », la cantine scolaire et périscolaire de Wentzwiller et « Les P'tits Hiboux », un club de bricolage pour enfants, fermé en 2010 avant l'ouverture de la cantine.

### Les Trois Vierges
Le village est aussi connu pour sa fontaine, placée juste en face de la mairie, où on peut voir gravées trois vierges. L'histoire raconte que trois compagnes de sainte Ursule (appelées Wilbeth, Eidbeth et Vorbeth) se seraient réfugiées dans la forêt du Schlatt et auraient été assassinées par les Huns. Les habitants du village, pris de pitié par le meurtre des femmes, les auraient transportées au cimetière. Cela dit, à la suite de ce geste, et ce pendant plus de quarante jours, une tempête de grêle ne cessa de tourmenter le hameau. Étant persuadés que les pluies étaient causées par l'assassinat des trois femmes, on décida de les ramener sur le lieu de leur massacre, où on les enterra pour de bon. Le jour-même, la tempête cessa aussitôt.
Aujourd'hui, ce pèlerinage est très fréquenté par les personnes souffrant de rages de dents ou par les futures mères.

### Le village disparu
Le lieu de culte des Trois Vierges serait également un vestige du « village perdu » de Munchendorf, un autre lieu très intéressant de cette région, situé -dira-t-on- sur une colline entre Hagenthal-le-Bas et Folgensbourg. On le nomme « village perdu » car celui-ci a été ravagé par les guerres et la peste et demeure aujourd'hui un grand mystère. Il paraîtrait que le seigneur des lieux, sachant qu'il allait être incessamment attaqué par les Huns, y aurait caché un trésor. Des centaines de personnes ont, à travers le temps, tenté de retrouver celui-ci, mais en vain. Nul ne sait ce qu'il contient ou même s'il a réellement existé.

### Héraldique
| Blason de Wentzwiller | Les armes de Wentzwiller se blasonnent ainsi : « D'or à la fasce de sable posée sur un crampon en pal de gueules. » |

## Politique et administration
| Période                                  | Période  | Identité        | Étiquette | Qualité |
| ---------------------------------------- | -------- | --------------- | --------- | ------- |
| 1989                                     | 2020     | Fernand Schmitt |           |         |
| 2020                                     | En cours | Angelo Pilleri  |           |         |
| Les données manquantes sont à compléter. |          |                 |           |         |

## Démographie
L'évolution du nombre d'habitants est connue à travers les recensements de la population effectués dans la commune depuis 1793. Pour les communes de moins de 10 000 habitants, une enquête de recensement portant sur toute la population est réalisée tous les cinq ans, les populations de référence des années intermédiaires étant quant à elles estimées par interpolation ou extrapolation. Pour la commune, le premier recensement exhaustif entrant dans le cadre du nouveau dispositif a été réalisé en 2008.

En 2022, la commune comptait 781 habitants, en évolution de +4,83 % par rapport à 2016 (Haut-Rhin : +0,66 %, France hors Mayotte : +2,11 %).
| 1793 | 1800 | 1806 | 1821 | 1831 | 1836 | 1841 | 1846 | 1851 |
| ---- | ---- | ---- | ---- | ---- | ---- | ---- | ---- | ---- |
| 360  | 376  | 416  | 375  | 418  | 469  | 454  | 461  | 484  |

| 1856 | 1861 | 1866 | 1871 | 1875 | 1880 | 1885 | 1890 | 1895 |
| ---- | ---- | ---- | ---- | ---- | ---- | ---- | ---- | ---- |
| 467  | 464  | 450  | 435  | 457  | 443  | 410  | 414  | 414  |

| 1900 | 1905 | 1910 | 1921 | 1926 | 1931 | 1936 | 1946 | 1954 |
| ---- | ---- | ---- | ---- | ---- | ---- | ---- | ---- | ---- |
| 425  | 454  | 475  | 423  | 426  | 458  | 447  | 444  | 435  |

| 1962 | 1968 | 1975 | 1982 | 1990 | 1999 | 2006 | 2008 | 2013 |
| ---- | ---- | ---- | ---- | ---- | ---- | ---- | ---- | ---- |
| 398  | 417  | 530  | 566  | 529  | 554  | 678  | 714  | 684  |

| 2018 | 2022 | - | - | - | - | - | - | - |
| ---- | ---- | - | - | - | - | - | - | - |
| 768  | 781  | - | - | - | - | - | - | - |